# Marçon

Marçon este o comună în departamentul Sarthe, Franța. În 2009 avea o populație de 1,028 de locuitori.